# سان مارتن دي روبايالس
بلدية سان مارتن دي روبايالس (بالإسبانية: San Martín de Rubiales)‏, هي إحدى بلديات مقاطعة برغش, التي تقع في منطقة قشتالة وليون, والتي تقع في شمال غرب إسبانيا.
يبلغ عدد سكانها 235 نسمة وفقاً لإحصائية سنة (2002).